# Pulkkila

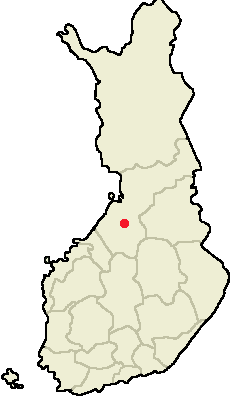
Vị trí của Pulkkila

Pulkkila là một đô thị của Phần Lan.
Pulkkila nằm ở tỉnh Oulu, cách Oulu 90 km về phía nam và cách Jyväskylä 250 km về phía bắc. Pulkkila có dân số 1.587 (30-6-2008) với diện tích 411,23 km² trong đó có 29,83 km² là diện tích mặt nước. Mật độ dân số là 4,16 người trên mỗi km².
Đô thị này chỉ sử dụng tiếng Phần Lan.
Pulkkila nổi tiếng với ngành công nghiệp kim loại và hồ chứa nhân tạo Uljua.
Đô thị này sẽ được hợp nhất với Kestilä, Piippola và Rantsila ngày 1 tháng 1 năm 2009 để lập đô thị mới của Siikalatva.

## Nhân vật nổi bật quê ở Pulkkila
- Pentti Haanpää
- Ilmari Kianto